# 霍爾敦
霍爾敦（英語：Holetown；UN/LOCODE：BB HLT）是加勒比海島國巴巴多斯聖詹姆斯教區的一個城鎮，位於該島西海岸，2012年人口1,595人。該鎮為麥基爾大學貝萊爾斯研究中心的所在地。